# Ursus thibetanus japonicus
L'orso nero giapponese (Ursus thibetanus japonicus (Schegel, 1857)) è una sottospecie dell'orso nero asiatico che vive su due grandi isole del Giappone: Honshū e Shikoku.

## Descrizione
Questa particolare specie di orso è in genere più piccola con i maschi che raggiungono solo 60–120 chilogrammi e le femmine che pesano solo circa 40–100 chilogrammi. La lunghezza del corpo è di circa 120–140 centimetri.

## Distribuzione
Si dice che ci siano circa 10.000 orsi neri in Giappone. La popolazione di orsi neri su Shikoku è in pericolo di estinzione con meno di 30 individui e l'ultimo avvistamento confermato di un orso sull'isola di Kyūshū risale al 1987, rendendoli probabilmente estinti sull'isola prima del XXI secolo. L'orso è anche minacciato a causa dell'elevato prezzo per le sue parti sul mercato nero.
Si trovano nella regione nord-orientale a neve alta e nella regione sud-occidentale a neve bassa; tuttavia, sono stati avvistati anche nella regione alpina a più di 3.000 metri di altezza. Tendono a vivere in aree dove c'è abbondanza di erbe e alberi con bacche per sostenere la loro dieta.

## Dieta
Questi orsi sono tipicamente erbivori, mangiando principalmente erba ed erbe officinali durante la primavera. Durante l'estate, si nutrono di bacche e noci per prepararsi al letargo. L'orso è in grado di prendere le bacche e le noci arrampicandosi sugli alberi e usando gli artigli per afferrare il cibo. Questi animali possono essere onnivori e mangiare altri animali selvatici e bestiame quando ce n'è bisogno. Preda solitamente il capricorno del Giappone, il cinghiale e il cervo sika. Come altri orsi, pratica il cannibalismo, dimostrato con il ritrovamento di frammenti ossei e artigli di un cucciolo all'interno dello stomaco di un orso nero maschio.